# Депутаты Верховного Совета Республики Казахстан XIII созыва
Депутаты Верховного Совета Республики Казахстан XIII созыва (1994—1995). Избраны на выборах Верховного Совета Казахской ССР 1994 года. Состоял из 177 депутатов. 42 депутата назначались президентом.

## Партийное представительство в Верховном Совете
- Союз Народное единство Казахстана — 32 депутата
- Народный конгресс Казахстана — 22 депутата
- Федерация профсоюзов Казахстана — 12 депутатов
- Социалистическая партия Казахстана — 12 депутатов
- Крестьянский союз Казахстана — 4 депутата
- Республиканское славянское движение «Лад» — 4 депутата
- Республиканская партия Казахстана — 1 депутат
- Конгресс предпринимателей Казахстана
- Общественное движение Гармония
- Демократический комитет прав человека
- Союз молодежи Казахстана
- Независимые
- Госсписок (назначены президентом) — 42 депутата

## Список депутатов
1. Адильбеков, Даурен Зекенович, 1956 года рождения, первый зам. главы Советской райадминистрации г. Алматы. От Абылайхановского избирательного округа № 12 г. Алматы.
2. Абдыкаримов, Болат Абдыкаримович, 1939 года рождения, заместитель министра образования Республики Казахстан. От Жанааркинского избирательного округа № 57 Жезказганской области.
3. Акылбаев, Кобес Акылбаевич, 1945 года рождения, президент акционерной строительной компании «Акниет», г. Талдыкорган. От Талдыкорганского сельского избирательного округа № 118 Талдыкорганской области.
4. Аскаров, Канат, 1947 года рождения, зам. главного редактора Талдыкорганской областной газеты «Жеруйык», г. Талдыкорган. От Уйгентасского избирательного округа № 119 Талдыкорганской области.
5. Абдильдин, Жабайхан, 1933 года рождения, вице-президент Национальной академии наук Республики Казахстан, г. Алматы. От Аксуского избирательного округа № 99 Павлодарской области.
6. Айтуганов, Нурмахамбет Сарсенбекович, 1947 года рождения, первый заместитель главы Отрарской районной администрации, член Социалистической партии Казахстана, Отрарский район. От Арысского избирательного округа № 126 Южно-Казахстанской области.
7. Аубакиров, Кенес Аманович, 1934 года рождения, первый зам. главы Жамбылской областной администрации, г. Жамбыл. От Аулиеатинского избирательного округа № 46 Жамбылской о6ласти.
8. Ахметов, Ашимжан Сулейменович, 1950 года рождения, генеральный директор СП «Инко» член Социалистической партии Казахстана, г. Жамбыл. От Заводского избирательного округа № 47 Жамбылской области.
9. Абдрахманов, Серик, 1951 года рождения, президент международного экологического фонда «Елимай», г. Алматы. От Кегенского избирательного округа № 33 Алматинской области.
10. Алпысбеков, Куаныш Махмутович (каз.), 1944 года рождения, директор представительства акционерного общества «Сожекред» Казахстана и Средней Азии, г. Алматы. От Ерментауского избирательного округа № 20 Акмолинской области.
11. Абашова, Раиса Даулетовна, 1951 года рождения, заместитель начальника Актюбинском облфинуправления — начальник отдела госбюджета и социального развития, член Социалистической партии Казахстана, г. Актюбинск. От Железнодорожного избирательного округа № 2 2 Актюбинской области.
12. Алдамжаров, Газиз Камашевич, 1947 года рождения, депутат Верховного Совета Республики Казахстан, член Социалистической партии Казахстана, г. Алматы. От Исатайского избирательного округа № 37 Атырауской области.
13. Аубакиров, Токтар Онгарбаевич, 1946 года рождения, генеральный директор Национального аэрокосмического агентства, г. Алматы. От Каркаралинского избирательного округа № 72 Карагандинской области.
14. Арзымбетов, Жаксылык (каз.),1947 года рождения, председатель Крестьянского банка «Жаксылык», г. Шымкент. От Толебийского избирательного округа № 133 Южно-Казахстанской области.
15. Алейников, Сергей Афанасьевич, 1957 года рождения, заместитель генерального директора АО «Кустанайасбест» по экономическим вопросам, г. Джетыгара. От Жетыгаринского избирательного округа № 86 Кустанайской области.
16. Абылканов, Тулеукул, 1937 года рождения, директор по капстроительству ПО «Балхашмедь», член Социалистической партии Казахстана, г. Балхаш. От Балхашского избирательного округа № 55 Жезказганской области.
17. Акуев, Николай Ильич, 1941 года рождения, депутат Верховного Совета Республики Казахстан XII созыва, г. Алматы. От Южно-Казахстанской
18. Ахметов, Касымхан Каскенович, 1951 года рождения, зам. главы Жезказганской обладминистрации — председатель теркома по госимуществу, член Социалистической партии Казахстана, г. Жезказган. От Жезказганской области.
19. Алдамжаров, Зулхарнай Алдамжарович, 1937 года рождения, ректор Кустанайского государственного университета, г. Кустанай. От Кустанайской
20. Абишев, Хабылсаят Азимбаевич, 1957 года рождения, докторант Института государства и права НАН Республики Казахстан, г. Караганда. От Жезказганской области.
21. Бижанов, Ахан Кусаинович, 1949 года рождения, первый заместитель главы Алматинской городской администрации г. Алматы. От Ауэзовского избирательного округа № 4 г. Алматы.
22. Балиева, Загипа Яхяновна, 1958 года рождения, зав. юридическим отделом аппарата главы Алматинской городской администрации г. Алматы. От Аэропортовского избирательного округа № 11 г. Алматы
23. Байжуманов, Аскар, 1939 года рождения, главный хирург Тургайского областного отдела здравоохранения, г. Аркалык. От Аркалыкского избирательного округа № 120 Тургайской области.
24. Баймаханов, Кожахмет, 1953 года рождения, директор совхоза им. Бухарбай батыра, Джалагашский район. От Теренозекского избирательного округа № 76 Кзыл-Ординской области.
25. Баранов, Михаил Иванович (политик) (каз.), 1937 года рождения, пенсионер, генерал-майор в отставке, г. Петропавловск. От Булаевского избирательного округа № 105 Северо-Казахстанской области.
26. Бухарбаев, Турсынбек Мадалиевич 1963 года рождения, заместитель главы Келесской районной администрации, с. Абай. От Келесского избирательного округа № 128 Южно-Казахстанской области.
27. Бекеев, Адлетбек Толендиевич, 1953 года рождения, ст. мастер Кентауского экскаваторного завода, г. Кентау. От Ордабасынского избирательного округа № 130 Южно-Казахстанской области.
28. Байсеркеев, Лесхан Амирбекович, 1942 года рождения, зав. кафедрой общественно-политических дисциплин Жамбылского гидромелиоративного института, член Социалистической партии Казахстана, г. Жамбыл. От Строительного избирательного округа № 48 Жамбылской области.
29. Бекбосунов, Аргынбай, 1937 года рождения, редактор Жамбылской областной газеты «Ак жол», г. Жамбыл. От Жамбылского избирательного округа № 49 Жамбылской области.
30. Байменов, Алихан Мухамедьевич, 1959 года рождения, зам. главы Жезказганской областной администрации, г. Жезказган. От Жезказганского избирательного округа № 54 Жезказганской области.
31. Бановска, Ольга Викторовна, 1941 года рождения, директор СП по выпуску красок и товаров народного потребления ПО «Карбид», г. Темиртау. От Темиртауского избирательного округа № 69 Карагандинской области.
32. Беркенова, Асия Айиповна, 1950 года рождения, учитель Улендинской СШ Наурзумского района, пос. Уленды Наурзумского района. От Семиозерного избирательного округа № 89 Кустанайской области.
33. Баймуратов, Оразгельды Баймуратович, 1935 года рождения, председатель СОПС Национальной академии Республики Казахстан, г. Алматы. От Алматинской области.
34. Баев, Николай Иванович, 1945 года рождения, глава Актауской городской администрации, г. Актау. От Мангистауской области.
35. Бельгер, Герольд Карлович, 1934 года рождения, писатель, переводчик, г. Алматы. От Павлодарской области.
36. Вишневецкий, Борис Андреевич, 1952 года рождения, директор малого частного предприятия «Надежда», г. Есиль. От Есильского избирательного округа № 121 Тургайской области.
37. Водолазов, Виктор Борисович, 1948 года рождения, депутат Верховного Совета Республики Казахстан XII созыва, г. Уральск. От Жаикского избирательного округа № 58 Западно-Казахстанской области.
38. Васильева, Стелла Георгиевна, 1931 года рождения, пенсионерка, г. Усть-Каменогорск. От Защитинского избирательного округа № 40 Восточно-Казахстанской области.
39. Вильданов, Владимир Гимранович, 1944 года рождения, зам. главного инженера концерна «Павлодартрактор», г. Павлодар. От Павлодарской области.
40. Гуляев, Владимир Александрович, 1948 года рождения, депутат Верховного Совета Республики Казахстан XII созыва, г. Петропавловск. От Кызылжарского избирательного округа № 102 Северо-Казахстанской области.
41. Горельников, Яков Вениаминович. 1947 года рождения, директор Семипалатинского областного драматического театра им. Ф. М. Достоевского, г. Семипалатинск. От Затонского избирательного округа № 108 Семипалатинской области.
42. Галенко, Валерий Павлович, 1949 года рождения, председатель правления ассоциации славянской Культуры «Славия», г. Павлодар. От Сатпаевского избирательного округа № 97 Павлодарской области.
43. Гранкин, Анатолий Ефимович, 1938 года рождения, юрист акционерного общества «Алтайсвинецстрой», г. Усть-Каменогорск. От Восточного избирательного округа № 38 Восточно-Казахстанской области.
44. Головков, Михаил Николаевич, 1936 года рождения, зав. кафедрой электротехники Усть-Каменогорского строительно-дорожного института, г. Усть-Каменогорск. От Заульбинского избирательного округа № 39 Восточно-Казахстанской области.
45. Габриель, Давид Игнатьевич, 1937 года рождения, председатель Акмолинского совета федерации профсоюзов, г. Акмола. От Алексеевского избирательного округа № 17 Акмолинской области.
46. Гулер, Ибрагим, 1942 года рождения, президент банка и фирмы «Огу-Тай», г. Алматы. От Вузовского избирательного округа № 7, г. Алматы.
47. Героев, Салман Сайдарович, 1938 года рождения, начальник промышленно-производственного управления «Агростройкомплект», г. Акмола. От Акмолинской области.
48. Габбасов, Энгельс Габбасович, 1937 года рождения, писатель, г. Уральск. От Западно-Казахстанской области.
49. Гаркавец, Александр Николаевич, 1947 года рождения, зам. генерального директора по науке и культуре Казнацкультфонда, г. Алматы. От Кустанайской области.
50. Джумадильдаев, Аскар Серкулович, 1956 года рождения, зав. лабораторией Института математики АН РК, г. Алматы. От Придарьинского избирательного округа № 74 Кзыл-Ординской области.
51. Джаганова, Алтыншаш Каиржановна, 1945 года рождения, главный редактор журнала «Казакстан эйелдери», г. Алматы. От Зайсанского избирательного округа № 45 Восточно-Казахстанской области.
52. Джанасаев, Булат Бахитжанович, 1952 года рождения, депутат Верховного Совета Республики Казахстан XII созыва, г. Алматы. От Кордайского избирательного округа № 51 Жамбылской области.
53. Даримбетов, Байдалы Нуртаевич, 1960 года рождения, председатель акционерного общества «Береке», г. Сатпаев. От Сатпаевского избирательного округа № 56 Жезказганской области.
54. Джунусбеков, Едиген Исатович, 1940 года рождения, первый заместитель главы Алматинской областной администрации, г. Алматы. От Жамбылского избирательного округа № 27 Алматинской области.
55. Дырдин, Олег Васильевич, 1938 года рождения, первый заместитель Главы Каскеленской районной администрации, г. Алматы. От Каскеленского избирательного округа № 29 Алматинской области.
56. Джундыбаев, Тасбулат Бекутбаевич, 1939 года рождения, заместитель главы Алматинской областной администрации, г. Алматы. От Талгарского избирательного округа № 30 Алматинской области.
57. Джубандыков, Берик Сагидуллаевич, 1954 года рождения, президент АО Талдыкорганского обл. центра международного делового сотрудничества, г. Талдыкорган. От Талдыкорганского избирательного округа № 114 Талдыкорганской области.
58. Джолдасбеков, Умирбек Арисланович, 1931 года рождения, президент Инженерной академии Республики Казахстан, депутат Верховного Совета Республики Казахстан XII созыва, г. Алматы. От Южно-Казахстанской области.
59. Дымов, Олег Григорьевич[1][2] его полномочия признали чуть позже остальных/
60. Есенгалиев, Абат Кадимович, 1948 года рождения, первый заместитель главы Западно-Казахстанской областной администрации, член Социалистической партии Казахстана, г. Уральск. От Жалпакталского избирательного округа № 61 Западно-Казахстанской области.
61. Елисеев, Вилен Михайлович, 1939 года рождения, глава Ильичевской райадминистрации г. Павлодара. От Берегового избирательного округа № 95 Павлодарской области.
62. Ермеков, Курамыс, 1936 года рождения, заведующий кафедрой Атырауского педагогического института, член Социалистической партии Казахстана, г. Атырау. От Атырауской области.
63. Ермагамбетова Аглен Курмангалиевна, 1946 года рождения, директор коллективного предприятия «Оркаш», член Социалистической партии Казахстана, Мугоджарский р-н. От Мугоджарского избирательного округа № 25 Актюбинской области.
64. Жуланова, Людмила Аркадьевна, 1946 года рождения, зам. председатель., г. Лисаковск. От Лисаковского избирательного округа № 88 Кустанайской области.
65. Жакупов, Серикхан, 1950 года рождения, депутат Верховного Совета Республики Казахстан XII созыва, г. Алматы. От Аягузского избирательного округа № 110 Семипалатинской области.
66. Жексембинов, Жомарткали Баясилович, 1943 года рождения, директор Талдыкорганского зооветтехникума, г. Талдыкорган. От Коксуского избирательного округа № 117 Талдыкорганской области.
67. Жунусов, Аманжол Асетович, 1940 года рождения, главный врач Самарской райбольницы, Самарский р-н. От Уланского избирательного округа № 43 Восточно-Казахстанской области.
68. Журсимбаев, Сагиндык Кемалович, 1940 года рождения, зам. Генерального прокурора Республики Казахстан, г. Алматы. От Мангистауской области.
69. Заика, Анна Анатольевна, 1951 года рождения, главврач Акмолинской городской детской больницы, член Социалистической партии Казахстана, г. Акмола. От Акмолинского избирательного округа N815 Акмолинской области
70. Зиманов, Салык Зиманович, 1921 года рождения, главный научный сотрудник Института государства и права Национальной АН Республики Казахстан, г. Алматы. От Атырауской области.
71. Ибраев, Рашид Турарович, 1948 года рождения, временно не работает, г. Шымкент. От Туркестанского избирательного округа № 135 Южно-Казахстанской области.
72. Исаев, Мусабек (каз.), 1947 года рождения, начальник Атырауского управления буровых работ НПО «Эмбанефть», член Социалистической партии Казахстана, г. Атырау. От Атырауского избирательного округа № 34 Атырауской области.
73. Исергепов, Искак Наушинович, 1936 года рождения, депутат Верховного Совета Республики Казахстан XII созыва, г. Алматы. От Урицкого избирательного округа № 90 Кустанайской области.
74. Итегулов, Марал Сергазиевич, 1953 года рождения, директор Актюбинского отделения Фонда поддержки предпринимательства и развития конкуренции Республики Казахстан, член партии Народный Конгресс Казахстана, г. Актюбинск. От Актюбинского избирательного округа № 21 Актюбинской области.
75. Ильяшенко, Юрий Михайлович, 1938 года рождения, депутат Верховного Совета Республики Казахстан XII созыва, г. Алматы. От Акмолинской области.
76. Искакова, Баян Сеилхановна (каз.), 1957 года рождения, зам. главврача поликлинической части железнодорожной базы г. Кокшетау, член партии Народный Конгресс Казахстана, г. Кокшетау. От Кокшетауской области.
77. Ильясов, Авай Изгевич, 1960 года рождения, председатель Ленинского городского суда, г. Ленинск. От г. Ленинска.
78. Койшыбеков, Нурбакит, 1949 года рождения, генеральный директор концерна «Строительная индустрия и технологии», член партии Народный Конгресс Казахстана, г. Алматы. От Айнабулакского избирательного округа № 10 г. Алматы.
79. Кульбатчаева, Калима Давлетьяровна, 1941 года рождения, президент Южно-Казахстанской областной ассоциации деловых женщин, член Социалистической партии Казахстана, г. Шымкент. От Абайского избирательного округа № 123 Южно-Казахстанской области.
80. Кочкин, Александр Михайлович, 1951 года рождения, доцент кафедры электротехники Карагандинского политехнического института, г. Караганда. От Степного избирательного округа № 66 Карагандинской области.
81. Клименко, Вера Дмитриевна, 1952 года рождения, заведующая терапевтическим отделением Молодежной райбольницы, п. Молодежный. От Осакаровского избирательного округа № 73 Карагандинской области.
82. Караманов, Узакбай, 1937 года рождения, исполнительный директор Международного фонда спасения Арала, г. Алматы. От Казалинского избирательного округа № 75 Кзыл-Ординской области.
83. Кузярина, Алевтина Сергеевна, 1942 года рождения, зав. отделом по правовой защите трудящихся Северо-Казахстанского облсовпрофа, г. Петропавловск. От Бишкульского избирательного округа № 104 Северо-Казахстанской области.
84. Калматаев Мурат Дюсембинович, 1936 года рождения, начальник Семипалатинского областного управления внутренних дел, депутат Верховного Совета Республики Казахстан XII созыва, г. Семипалатинск. От Жарминского избирательного округа № 112 Семипалатинской области.
85. Кекилбаев, Абиш, 1939 года рождения, госсоветник Республики Казахстан, г. Алматы. От Мангистауского избирательного округа № 94 Мангистауской области.
86. Кемел, Мырзагельды 1949 года рождения, председатель коллективного предприятия «Утиртобе» Кировского района, п. Кировский. От Жетысайского избирательного округа № 127 Южно-Казахстанской области.
87. Копбергенов, Абдиманап Бапанович, 1946 года рождения, временно не работает, Сарысуский р-н. От Каратауского иэбирательного округа № 50 Жамбылской области.
88. Кобенов, Зымгали Абдрахманович, 1956 года рождения, главный врач железнодорожной больницы ст. Шубаркудук, Западно-Казахстанской железной дороги, ст. Шубаркудук. От Хобдинского избирательного округа № 24 Актюбинской области.
89. Куанышалин, Жасарал Минажадинович, 1949 года рождения, зав. лабораторией социально-медицинских демографических исследований Каз-ЖенПИ, г. Алматы. От Айтекебиского избирательного округа № 26 Актюбинской области
90. Козловский, Милослав Кузьмич, 1942 года рождения, мастер центр, хим. лаборатории объединения «Лениногорский полимет. комбината, г. Лениногорск. От Горняцкого избирательного округа № 42 Восточно-Казахстанской области.
91. Кирилюк, Андрей Михайлович, 1938 года рождения, председатель профкома опытно-показательного хозяйства „Заречное“, п. Заречное. От Кустанайского сельского избирательного округа № 87 Кустанайской области.
92. Кубеев, Абдумуталип (каз.), 1960 года рождения, зам. главы Казыгуртской районной администрации, п. Казыгурт. От Тюлькубасского избирательного округа № 134 Южно-Казахстанской области.
93. Калугин, Виталий Николаевич, 1956 года рождения, учитель средней школы № 2 3, г. Уральск. От Западного избирательного округа № 59 Западно-Казахстанской области.
94. Кажибаев, Амангельды, 1943 года рождения, зам. главы Восточно-Казахстанской областной администрации, г. Усть-Каменогорск. От Восточно-Казахстанской области.
95. Киянский, Виктор Владимирович, 1947 года рождения, зав. кафедрой химии и экологии Западно-Казахстанского СХИ, г. Уральск. От Западно-Казахстанской области.
96. Калыбаев, Абдиржан, 1935 года рождения, глава Кзыл-Ординской городской администрации, г. Кэыл-Орда. От Кзыл-Ординской области.
97. Калижанов, Уалихан 1948 года рождения, главный редактор республиканской газеты „Жас алаш“, г. Алматы. От Жамбылской области.
98. Козлов, Александр Фёдорович (депутат), 1953 года рождения, собственный корреспондент газеты „Казахстанская правда“ по Северо-Казахстанской области, г. Петропавловск. От Северо-Казахстанской области.
99. Ким, Юрий Алексеевич, 1940 года рождения, первый зам. министра юстиции Республики Казахстан, г. Алматы. От Талдыкорганской области.
100. Леонов, Юрий Сергеевич, 1949 года рождения, заместитель главного инженера акционерного треста „Казметаллургстрой“. г Темиртау. От Металлургического избирательного округам» № 68 Карагандинской области.
101. Луценко, Наталья Григорьевна, 1960 года рождения, зав отделом управления экономики Куйбышевской райадминистрации. пгт Куйбышевский. От Арыкбалыкского избирательного округ. № 79 Кокшетауской области
102. Лебедев, Николай Николаевич (депутат). 1951 года рождения электрослесарь управления горного ж. д. транспорта Соколовско-Сарбайского горно-производственного объединения, г. Рудным От Рудненского избирательного округа № 85 Кустанайской области.
103. Лукьяненко, Михаил Васильевич. 1949 года рождения. доцент кафедры правоведения Казахского государственного национального университета им. Аль-Фараби, г. Алматы. От Аль-Фарабиского избирательного округа № 6 г. Алматы.
104. Макалкин, Валентин Иванович. 1937 года рождения, гл. специалист Совета федерации профсоюзов Республики Казахстан, г Алматы, Джандосовского избирательного округа № 3 г. Алматы
105. Мурзагулов, Жангельды Кабетович, 1949 года рождения, гл. инженер геологоразведочной экспедиции 92, Атырауский район. От Коктешауского сельского избирательного округа № 80, Кокшетауской области.
106. Мельник, Александр Михайлович, 1952 года рождения, бортмеханик ЯК-40, г. Кокшетау. От Чкаловского избирательного округа № 81 Кокшетауской области.
107. Муртаза Шерхан, 1932 года рождения, председатель государственной телерадиокорпорации «Казахстан», г. Алматы. От Меркенского округа № 52 Жамбылской области.
108. Мамашев, Талгат Асылович, 1948 года рождения, заместитель главы Алматинской областной администрации, г. Алматы. От Енбекшиказахского избирательного округа № 31 Алматинской области.
109. Мунбаев, Кабит Нургалиевич, 1948 года рождения, начальник Атырауского областного управления «Алембанк Казахстан», г. Атырау. От Балыкшинского избирательного округа № 35 Атырауской области.
110. Михайлов, Виктор Петрович (депутат), 1941 года рождения, председатель Акмолинского республиканского общественного славянского движения «Лад», г. Акмола. От Степногорского избирательного округа № 16 Акмолинской области.
111. Монетов, Валерий Константинович, 1939 года рождения, генеральный директор Восточно-Казахстанского объединения по птицеводству, член партии Народный Конгресс Казахстана. От Глубоковского избирательного округа № 41 Восточно-Казахстанской области.
112. Маринушкин, Борис Михайлович, 1949 года рождения, председатель правления научно-производственного консорциума «Карагандаинтервинд», г. Караганда. От Новомайкудукского избирательного округа № 64 Карагандинской области.
113. Мукашев, Рахмет Желдыбаевич, 1956 года рождения, депутат Верховного Совета Республики Казахстан XII созыва, член партии Народный Конгресс Казахстана, г. Алматы. От Карагандинской области.
114. Мусралиев, Турсынхан Бейсебаевич (каз.), 1949 года рождения, заместитель главы Жамбылской обладминистрации, г. Жамбыл. От Жамбылской области.
115. Мухамеджанов, Урал Байгунсович, 1948 года рождения, глава Амангельдинской райадминистрации, с. Амангельды. От Тургайской области.
116. Нургазиев, Болат Нургазиевич, 1943 года рождения, зам. главы Алматинской городской администрации, г. Алматы. От Медеуского избирательного округа № 13 г. Алматы.
117. Нагманов, Кажмурат, 1948 года рождения, вице-президент Национальной акционерной компании «КАТЭП», депутат Верховного Совета Республики Казахстан XII созыва, член партии Народный Конгресс Казахстана, г. Алматы. От Семипалатинского избирательного округа № 109 Семипалатинской области.
118. Нурахметов, Досмухамет Нурахметович. 1956 года рождения, президент фонда поддержки молодых талантов им. Аль-Фараби, г. Алматы. От Аксуского избирательного округа № 116 Талдыкорганской области.
119. Насыров, Имин Мумунович, 1937 года рождения, директор совхоза «Ассинский», с. Гайрат. От Бугутинского избирательного округа № 32 Алматинской области.
120. Никанов, Олег Юрьевич, 1955 года рождения, главный редактор республиканской газеты «Экспресс К», г. Алматы. От Тургайской области.
121. Озгамбаев, Омирзак, 1941 года рожденья, начальник областного управления народного образования, г. Актау. От Актауского избирательного округа № 93 Мангистауской области.
122. Оралбаев, Утеген Оралбаевич, 1952 года рождения, зам. гл. редактора республиканской газеты «Ауыл», г. Алматы. От Макатского избирательного округа № 36 Атырауской области.
123. Оспанов, Марат Турдыбекович, 1949 года рождения, начальник Главной налоговой инспекции — первый зам. министра финансов Республики Казахстан, член партии Народный Конгресс Казахстана, г. Алматы. От Актюбинской области.
124. Оразов, Каирбек (каз.), 1946 года рождения, директор Петропавловского филиала Карагандинского политехнического института Северо-Казахстанской области.
125. Пилат, Татьяна Львовна, 1958 года рождения, президент фирмы «Эйкос», г. Алматы. От Аксайского избирательного округа № 1 г. Алматы.
126. Пригодин, Виктор Иванович, 1946 года рождения, заместитель главы Карагандинской городской администрации, г. Караганда. От Центрального избирательного округа № 67 Карагандинской области.
127. Перегрин, Александр Геннадьевич, 1959 года рождения, депутат Верховного Совета Республики Казахстан XII созыва, пос. Геофизик. От Алтынсаринского избирательного округа № 83 Кустанайской области.
128. Рогалев, Виктор Павлович, 1957 года рождения, заведующий кафедрой политологии и социологии Карагандинского госуниверситета, член партии Народный Конгресс Казахстана, г. Караганда. От Транспортного избирательного округа № 65 Карагандинской области.
129. Розе, Виталий Егорович, 1957 года рождение, президент Абайской акционерной фирмы «Алгабас», депутат Верховного Совета Республики Казахстан XII созыва, г. Абай. От Абайского избирательного округа № 71 Карагандинской области.
130. Рудас, Валентина Ильинична, 1948 года рождения, зав. отделом культуры и информации областной газеты «Иртыш», г. Семипалатинск. От Абайского избирательного округа № 107 Семипалатинской области.
131. Рудницкий, Иван Фабиянович, 1948 года рождения, председатель правления колхоза «14-й год Октября» Чкаловского р-на, с. Дашко-Николаевка. От Кокшетауской области.
132. Рябцев, Анатолий Дмитриевич, 1952 года рождения, председатель областного комитета по водным ресурсам, г. Семипалатинск. От Семипалатинской области.
133. Сулейменов, Нурлен Ильясович. 1946 года рождения, зам. Главы Алматинской городской администрации, г. Алматы. От Тастакского избирательного округа № 5 г. Алматы.
134. Субботин, Сергей Анатольевич, 1963 года рождения, офицер резерва командования погранвойск Республики Казахстан, г. Алматы. От Амангельдинского избирательного округа № 9 г. Алматы.
135. Сартаев, Султан Сартаевич, 1927 года рождения, ректор Казахского института правоведения и международных отношений, г. Алматы. От Шиелиского избирательного округа № 77 Кзыл-Ординской области.
136. Смагулов, Шаймурат Смагулович (каз.), 1936 года рождения, глава Жамбылской районной администрации, член Социалистической партии Казахстана, с. Благовещенка. От Сергеевского иэбирательного округа № 106 Северо-Казахстанской области.
137. Суербаев, Рахметулла Хамитович, 1938 года рождения, вице-президент Государственной холдинговой компании «Казахгаз», г. Уральск. От Бурлииского избирательного округа № 60 Западно-Казахстанской области.
138. Сапаров, Табылгали Саткалиевич (каз.), 1954 года рождения, глава Таскалинской райадминистрации, член Социалистической партии Казахстана, Таскалинский район. От Таскалинского избирательного округа № 62 Западно-Казахстанской области.
139. Султанов, Куаныш Султанович, 1945 года рождения, заместитель Премьер-Министра Республики Казахстан, г. Алматы. От Жаркентского избирательного округа № 115 Талдыкорганской области.
140. Соловьёв, Анатолий Владимирович, 1936 года рождения, председатель обкома профсоюза связи, г. Павлодар. От Павлодарского избирательного округа № 96 Павлодарской области.
141. Султанов, Ерик Хамзинович, 1956 года рождения, первый зам. главы Экибастузской горадминистрации, г. Экибастуз. От Экибастузского избирательного округа № 96 Павлодарской области.
142. Сиврюкова, Валентина Андреевна, 1948 года рождения, президент республиканского профсоюза «Бирлесу». г. Алматы. От Энбекшинского избирательного округа № 125 Южно-Казахстанской области.
143. Садыков, Бахтияр, 1948 года рождения, бывший председатель Сарыагашского районного Совета народных депутатов, член Социалистической партии Казахстана, г. Сарыагаш. От Сарыагашского избирательного округа № 132 Южно-Казахстанской области.
144. Сейдалиев, Мурат, 1944 года рождения, зам. главы Мойынкумской райадминистрации, член Социалистической партии Казахстана, Мойынкумский район. От Шуского избирательного округа № 53 Жамбылской области.
145. Скориков, Алексей Иванович, 1942 года рождения, начальник локомотивного депо станции Целиноград, г. Акмола. От Ишимского избирательного округа № 14 Акмолинской области.
146. Силкина, Татьяна Егоровна, 1949 года рождения, зам. председателя Международного комитета по правам военнослужащих и членов их семей, г. Акмола. От Атбасарского избирательного округа № 18 Акмолинской области.
147. Сулейменов, Мехлис Касымович, 1939 года рождения, директор Казахского НИИ зернового хозяйства им. Бараева, член партии Народный Конгресс Казахстана, с. Шортанды. От Целиноградского избирательного округа № 19 Акмолинской области.
148. Смирнов, Анатолий Александрович (1957), 1957 года рождения, р. п. Федоровка. От Федоровского избирательного округа № 91 Кустанайской области.
149. Садыков, Айтжан Айтмуханович, 1951 года рождения, зам. главы Лебяжинской райадминистрации, член партии Народный Конгресс Казахстана, с. Лебяжье. От Щербактинского избирательного, округа № 100 Павлодарской области.
150. Сабденов, Оразалы, 1947 года рождения, депутат Верховного Совета Республики Казахстан XII Созыва, г Алматы. От города Алматы.
151. Сытов, Юрий Николаевич, 1947 года рождение, начальник главного геологоуправления Министерства геологии и охраны недр, г. Алматы. От Восточно-Казахстанской области.
152. Сулейменов, Олжас Омарович, 1936 года рождения, председатель партии Народный Конгресс Казахстана, член партии Народный Конгресс
153. Сарабекова, Тарбие Сербатовна, 1947 года рождения, заместитель главы Ленинской горадминистрации — председатель теркома по госимуществу, г. Ленинск От города Ленинска.
154. Тиникеев, Мухтар Бакирович, 1963 года рождения, депутат Верховного Совета Республики Казахстан XII созыва, г. Алматы. От Кузембаввского избирательного округа № 63 Карагандинской области.
155. Тохтаров, Танирберген Тохтарович, 1952 года рождения, депутат Верховного Совета Республики Казахстан XII созыва, г. Алматы. От Жанасемейского избирательного округа № 111 Семипалатинской области.
156. Турлыханов, Даулет Булатович, 1963 года рождения, главный тренер национальной сборной Республики Казахстан по греко-римской борьбе, г Алматы. От Урджарского избирательного округа № 113 Семипалатинской области.
157. Тшанов, Амалбек Козыбакович, 1942 года рождения, депутат Верховного Совета Республики Казахстан XII созыва, г. Шымкент. От Аль-Фарабинского избирательного округа № 124 Южно-Казахстанской области.
158. Трегуб, Анатолий Иванович, 1940 года рождения, глава Илийской районной администрации, Каскеленский район. От Илийского избирательного округа № 28 Алматинской области.
159. Тастандиев, Саламгазы Мухамедкалиулы, 1948 года рождения, старший помощник прокурора Талдыкорганской области, г. Талдыкорган. От Талдыкорганской области.
160. Умербаев, Адилхан Абдрахманович, 1962 года рождения, зам. главы Ленинской городской администрации, г. Ленинск. От Байконурского избирательного округа № 92 г. Ленинск.
161. Федотов, Виктор Данилович, 1956 года рождения, начальник Енбекшильдерского РОВД, г. Степняк. От Щучинского избирательного округа № 82 Кокшетауской области.
162. Федосеев, Сергей Геннадьевич, 1962 года рождения, преподаватель военной кафедры Казахского политехнического университета, г. Алматы. От Алатауского избирательного округа № 2 г. Алматы.
163. Фомич, Николай Александрович, 1951 года рождения, преподаватель Кокшетауской музыкальной школы, г. Кокшетау. От Кокшетауского иэбирательного округа № 78 Кокшетауской области.
164. Федотова, Зинаида Леонтьевна, 1938 года рождения, депутат Верховного Совета Республики Казахстан XII созыва, член Социалистической партии Казахстана, г. Алматы. От Алматинской области.
165. Христенко, Александр Федорович, 1936 года рождения, генеральный директор Карагандинского научно-исследовательского совхоза-института, депутат Верховного Совета Республики Казахстан XII созыва. Тельманский район. От Карагандинской области.
166. Ходжаназаров, Усен Турлибекович, 1955 года рождения, депутат Верховного Совета Республики Казахстан XII созыва, г. Алматы. От Кзыл- Ординской области.
167. Чернышев, Владимир Васильевич (политик), 1938 год рождения, депутат Верховного Совета Республики Казахстан XII созыва, г. Кустанай. От Кустанайского избирательного округа № 84 Кустанайской области.
168. Чижик, Асса Иудовна, 1940 года рождения, главный врач Северо-Казахстанской областной стоматологической поликлиники, г. Петропавловск. От Северного избирательного округа № 103 Северо-Казахстанской области.
169. Часников, Иван Яковлевич. 1933 года рождения, заведующий лабораторией Института физики высоких энергий, член партии Народный Конгресс Казахстана, п. Алатау. От Большенарымского избирательного округа № 44 Восточно-Казахстанской области.
170. Шелипанов, Александр Иванович, 1950 года рождения, глава Ленинской районной администрации, г. Алматы. От Желтоксанского избирательного округа № 8 г. Алматы.
171. Шаяхметов, Шайсултан, 1939 года рождения, советник Премьер-Министра Республики Казахстан, г. Алматы. От Амангельдинского избирательного округа № 122 Тургайской области.
172. Шингисов, Айткожа Мухамеджанович 1956 года рождения, студент Казахского института менеджмента, экономики и прогнозирования, пос. Шахан. От Шахтинского избирательного округа № 70 Карагандинской области
173. Шекеев, Жаксылык, 1948 года рождения, заместитель главы Сузакской районной администрации, Сузакский район. От Алгабасского избирательного округа № 129 Южно-Казахстанской области.
174. Ширяев, Федор Петрович, 1937 года рождения, нач. главного управления механизации и электрификации Минсельхоза Республики Казахстан, член Партии Народный Конгресс Казахстана, г. Алматы. От Актюбинского сельского избирательного округа № 23 Актюбинской области
175. Шуховцов, Анатолий Иванович 1944 года рождение, депутат Верховного Совета Республики Казахстан XII созыва, г. Алматы. От Актюбинской области
176. Щеголихин, Иван Павлович, 1927 года рождения, народный писатель РК, г. Алматы. От города Алматы.
177. Юсупалиев, Сабиржан Тохтамишевич (каз.) 1940 года рождения, редактор Южно-Казахстанской областной газеты «Дустлик байроги» с. Белые Воды. От Сайрамского избирательного округа № 131 Южно-Казахстанской области.